# Belgrave Edward Sutton Ninnis
Belgrave Edward Sutton Ninnis (22 de junio de 1887 - 14 de diciembre de 1912) fue un militar y explorador antártico británico, miembro de la Expedición Antártica Australasiana de Sir Douglas Mawson en 1911.

## Expedición antártica
Tras la fama que logró en la Expedición Nimrod a la Antártida de Ernest Shackleton en 1907, Douglas Mawson viajó a Inglaterra a principios de 1910 para despertar el interés y el patrocinio de una expedición australiana centrada en los resultados científicos. En ese viaje compró el ballenero Aurora y en Londres lo cargó con los muchos artículos de equipamiento especializado que pudo obtener allí, incluidos 49 perros que hacían trineo. Ninnis se unió a la Expedición en Londres y navegó con el Aurora en su viaje de Londres a Sídney comandado por el capitán John King Davis. En el viaje Ninnis formó una amistad firme con el Dr. Xavier Mertz, un alpinista suizo que se unió a la Expedición en Londres y que fue designado para manejar a los perros.
Ninnis estaba en el grupo de 36 hombres que zarpó de Hobart el 2 de diciembre de 1911. Se construyó una base en la Isla Macquarie y se desplegó un pequeño grupo de cinco hombres para que sirvieran en una estación de retransmisión de radio y para realizar investigaciones. Ninnis arribó a la Antártida con el grupo principal Commonwealth Bay el 8 de enero de 1912, y estableció la Base Principal. El verano se dedicó a la construcción de una cabaña en el Cabo Denison para que el hombre de 18 años de la base Adelie Land pueda pasar el invierno.
Ninnis era parte del equipo de trineo de tres hombres, con Mawson y Mertz que se dirigieron al este el 10 de noviembre de 1912 para inspeccionar la tierra de King George V. Después de tres semanas de excelente progreso, el grupo cruzaba un glaciar cuando Ninnis cayó por una grieta cubierta de nieve. Es probable que su peso corporal haya roto la tapa. Seis perros, la mayoría de las raciones del grupo, su tienda de campaña y otros suministros esenciales desaparecieron en una grieta masiva a 480 km al este de la base principal. Mertz y Mawson vieron a un perro muerto y otro herido, pero Ninnis no fue visto nuevamente.